# Alberto Caprotti
Alberto Caprotti (Monza, 20 marzo 1968) è un pallavolista italiano.
Gioca nel ruolo di libero nella SGM Forza e Coraggio ASD.

## Carriera
La carriera ad alti livelli di Alberto Caprotti inizia con il Brugherio con cui vince, dopo il trasferimento della società verdeblù a Milano, il campionato di Serie A2 1989-90, ottenendo la promozione in Serie A1 ed esordendo così nel massimo campionato italiano. Dopo diverse annate nelle categorie inferiori, distribuite tra la Serie B1 e la Serie B2 con Segratese, Libertas Brianza e Gonzaga Milano, nella stagione 2002-03 torna in Serie A2 con la Reima Crema, dove rimane per nove anni, ottenendo anche una promozione in A1, diritto a cui la società rinuncia successivamente. Terminata questa esperienza si trasferisce al Segrate, con cui partecipa al vittorioso campionato di Serie B1 che promuove la squadra in Serie A2, dove gioca per due stagioni. In seguito passa prima alla Lunica di San Giuliano Milanese e poi alla Forza e Coraggio di Milano, entrambe militanti nella quarta serie nazionale.